# John Moffatt
John Moffatt (Badby, 24 de septiembre de 1922-Londres, 10 de septiembre de 2012) fue un actor y dramaturgo británico, conocido por su trabajo como Hércules Poirot en BBC Radio en veinticinco producciones, así como por sus actuaciones en los Teatros del West End entre los años 1950 y 1980.
Los padres de Moffatt deseaban que hiciera la carrera bancaria, pero él estudiaba interpretación en secreto, debutando como actor teatral en el año 1944. Tras un tiempo trabajando en teatro de repertorio provincial, hizo su primera interpretación en Londres en el año 1946. A principios de los años 1950 fue escogido para hacer pequeños papeles en producciones encabezadas por John Gielgud y Noël Coward, obteniendo cada vez mayores papeles con el paso de la década. Fue miembro de la English Stage Company, del Old Vic, y de la compañía del National Theatre companies. Su repertorio fue muy amplio, trabajando con los clásicos, obras modernas, revista y pantomima.
Moffatt empezó a actuar en la radio en 1950, y en la televisión en 1953. Su más recordado papel fue el de Hércules Poirot en una larga secuencia de adaptaciones radiofónicas de las novelas de Agatha Christie, que iniciadas en los años 1980 se prolongaron con diferentes intervalos hasta los años 2000. Menos conocido como actor cinematográfico, rodó doce películas entre 1956 y 1987.

## Biografía

### Inicios
Su nombre completo era Albert John Moffatt, y nació en Badby, Inglaterra, siendo sus padres Ernest Moffatt y Letitia Hickman, sirvientes de Alejandra de Dinamarca en Marlborough House y en Sandringham House. Estudió en la Richmond Park Academy, en Londres, y después pasó tres años trabajando en un banco en la City de Londres. Por las tardes acudía a clases de arte dramático impartidas por John Burrell en Toynbee Hall. Moffatt ocultaba a sus padres que acudía a las lecciones, pues consideraban la carrera teatral como demasiado insegura.
Actuó en el teatro por vez primera en 1944 en el Liverpool Playhouse, interpretando al cuervo en una producción itinerante para el público infantil de La reina de las nieves. Su debut en el teatro convencional llegó en 1945 en el Perth Theatre, actuando junto a Alec McCowen, con el cual entabló una larga amistad. A lo largo de los cinco años siguientes aprendió su profesión actuando con más de 200 papeles en compañías teatrales de repertorio en Oxford y Windsor, así como en el Bristol Old Vic. En Oxford, él y el joven Tony Hancock interpretaron a las Hermanas Feas del cuento de La Cenicienta. Moffatt mantuvo la afición a la pantomima, siendo un celebrado actor del tradicional personaje británico de la dama de pantomima, siendo además autor de cinco obras del género.

### Londres
Moffatt hizo su primera actuación en Londres en 1950, interpretando a Loyale en Tartufo, en el Lyric de Hammersmith. En el mismo teatro fue el siniestro camarero de la obra de Jean Anouilh Point of Departure, actuando junto a Dirk Bogarde, debutando en los Teatros del West End cuando la producción fue representada en el Duke of York's Theatre. En 1951 hizo su primera actuación en revista, en Late Night Extra.
Fue descubierto por Binkie Beaumont, director de la compañía teatral H. M. Tennent, que le dio la oportunidad de trabajar en producciones prestigiosas en el West End. Así, Moffatt pudo actuar junto a dos de sus ídolos, John Gielgud y Noël Coward: con el primero de ellos en Cuento de invierno (1951) y Mucho ruido y pocas nueces (1952), y con el segundo en The Apple Cart (1953).
Con la English Stage Company en el Royal Court Theatre, actuó en la obra de Nigel Dennis Cards of Identity, así como en la de Bertolt Brecht El alma buena de Szechwan, destacando como Mr. Sparkish en la comedia de William Wycherley The Country Wife. La producción se llevó al West End y al circuito de Broadway. En septiembre de 1959 Moffatt se sumó a la compañía del Old Vic, actuando en Como gustéis, Ricardo II, Santa Juana, Las alegres comadres de Windsor, Enrique V y la pieza de James Matthew Barrie What Every Woman Knows. Además, fue Algy en La importancia de llamarse Ernesto, en una gira llevada a cabo por el Reino Unido, Polonia y Rusia. En 1962 ganó el Premio Clarence Derwent al mejor actor de reparto por su trabajo como Cardenal Cajetan en la pieza de John Osborne Luther, representada en el Royal Court y después en el West End y Broadway.
En 1963 Moffatt obtuvo su primer papel protagonista, el de Lord Foppington en Virtue in Danger, una adaptación musical de la obra de John Vanburgh The Relapse. El periódico The Times elogió la actuación de Moffatt. En 1969 el actor se integró en la compañía dirigida por Laurence Olivier en el National Theatre. Allí encarnó, entre otros, a Fainall en The Way of the World, el Juez Brack en Hedda Gabler (con Maggie Smith y Robert Stephens, con dirección de Ingmar Bergman), Menenio en Coriolano, el Cardenal Arragon en The White Devil, diferentes personajes en The Captain of Köpenick, y Sir Joshua Rat en la pieza de Adrian Mitchell Tyger.

### Años 1970 y 1980
En 1972 Moffatt fue el narrador y uno de los principales actores de la revista Cowardy Custard, representada en el Teatro Mermaid, que era una recopilación de textos de Noël Coward, que asistió al estreno. Moffatt fue posteriormente el dramaturgo Garry Essendine en la obra de Coward Present Laughter, otro de sus papeles favoritos.
Según The Times, en The Bed Before Yesterday, de Ben Travers (1975), Moffatt hizo una de sus más sutiles actuaciones, acompañando a la actriz Joan Plowright. La crítica de The Daily Telegraph fue igualmente positiva. En The Play's The Thing (1979), adaptación de P. G. Wodehouse de una obra de Ferenc Molnár, interpretó a un director teatral. Para The Observer, John Moffatt habría hecho la actuación de su vida.
La producción que William Gaskill realizó de The Way of the World en el Festival de Teatro de Chichester y en el Haymarket (1983–84), fue un triunfo de Maggie Smith como Millamant, pero también de Moffatt, según The Times.
En la pieza de Ronald Harwood Interpreters (1985), Moffatt fue un oficial del Foreign Office oficial, actuando en compañía de Maggie Smith y Edward Fox. Su última obra en el West End fue Married Love (1988), escrita por Peter Luke sobre la figura de Marie Stopes; aunque las críticas por su actuación fueron buenas, la pieza y su dirección por parte de Joan Plowright no fueron bien recibidas, por lo que se mantuvo en cartel menos de un mes.

### Radio y televisión
La primera emisión radiofónica de Moffatt en la BBC fue el serial Mrs Dale's Diary (1950), y durante buena parte de los años 1980 fue miembro de la Radio Drama Company de la BBC. Posteriores trabajos en la radio fueron los papeles de Oswald en El rey Lear, Lord Chief Justice en Falstaff, y Quilp en The Old Curiosity Shop. También encarnó a Sherlock Holmes y al Dr. Watson en adaptaciones de la BBC. Su papel radiofónico más conocido fue el de Hércules Poirot en 25 adaptaciones de obras de Agatha Christie. La primera fue The Murder of Roger Ackroyd, emitida el 24 de diciembre de 1987.
Moffatt debutó en la televisión en 1953, encarnando a Grebeauval en The Public Prosecutor, actuando en las siguientes décadas en muchas emisiones de la BBC y de las cadenas televisivas comerciales. Fue Joseph Surface en The School For Scandal, Brush en The Clandestine Marriage, el Príncipe de Aragón en The Merchant of Venice, Casca en Julius Caesar, Malvolio y Sir Andrew en dos producciones diferentes de Twelfth Night, y Ben en The Adventures of Ben Gunn. En 1980, y para Thames Television, actuó en la serie televisiva Love in a Cold Climate, adaptación de una novela de Nancy Mitford. Además, también participó en un episodio de la serie adaptación de Agatha Christie Miss Marple, The Body in the Library, con el papel de Edwards. 

### Cine
Moffatt empezó en el cine con Loser Takes All (1956), haciendo un pequeño papel, el de camarero de un hotel. Su único otro film en esa década fue The Silent Enemy (1958). En 1963 trabajó en Tom Jones (1963). La década de 1970 fue la más fructífera en su trabajo para la gran pantalla, actuando en Julius Caesar (1970), Lady Caroline Lamb (1973), Romance with a Double Bass (1974), Galileo (1974), Murder on the Orient Express (1974), y S.O.S. Titanic (1979). En los años 1980 actuó en la serie Minder (1982), y en Britannia Hospital (1982), su última cinta.

### Últimos años
Tras retirarse del teatro en 1988, Moffatt actuó con regularidad junto a Judi Dench y su marido, Michael Williams, en la recopilación en verso Fond and Familiar. Al fallecer Williams en 2001, Dench y Moffatt representaron el show con Geoffrey Palmer.
John Moffatt falleció en su casa en tras una larga enfermedad, dos semanas antes de cumplir los noventa años de edad. Estaba soltero, y le sobrevivió su hermana, Marjorie.